# Chuqui Huipa
Chuqui Huipa (floruit 1532), fue una ñusta y coya del Imperio inca.

## Biografía

### Ñusta
Chuqui Huipa era hija del Sapa Inca Huayna Cápac y de la Coya Rahua Ocllo, y por tanto hermana plena de Huáscar. En el momento de la muerte de su padre en 1527, ella, su madre y todo su familia estaban en Quito. Su padre había querido su trono a su medio hermano Atahualpa, pero Huáscar hizo anular el testamento, ejecutó a los albaceas de sus padres y reclamó el trono para él. Luego ordenó que su madre, su hermana y el resto de su familia fueran llevados a Cuzco, ya que deseaba seguir la antigua costumbre de casarse con Chuqui Huipa para asegurarse aún más de que su propia línea de sangre fuera completamente legítima.
La boda se realizó con cierta dificultad, ya que la madre de ambos inicialmente se había negado a dar su consentimiento, lo cual era crucial para que se llevara a cabo. Se informa que su motivo fue la desaprobación hacia Huácar por la ejecución de los albaceas de su difunto esposo, miedo de casar a su querida Chuqui Huipa con un hombre de carácter deshonorable, y por amor parental hacia  Atahualpa, quien a pesar de ser el hijo de una esposa secundaria de su difunto esposo, se había criado en la residencia de Rahua Ocllo. Como la boda era importante para que la sucesión continuara tranquila, esta situación presentó un problema para Huáscar. Su madre finalmente se vio obligada a dar su consentimiento, y la boda y la coronación tuvieron lugar.

### Coya
Según los informes, la relación entre Huáscar y Chuqui Huipa no fue feliz. Huáscar vio a Atahualpa como una amenaza y ejecutó a muchas personas en la corte porque creía que su lealtad estaba flaqueando. Atahualpa, quien residía en Quito, había estado ausente de la coronación de Huáscar. Sin embargo, envió a sus leales y voceros con obsequios y saludos a la coya y a Rahua Ocllo en el Cuzco, quienes los recibieron amablemente. Esto los expuso a ambas mujeres a las sospechas de Huáscar, quien asumió que pertenecían a la oposición y que estaban del lado de Atahualpa en su contra. Nada más salir los visitantes, Huáscar provocó una escena al entrar en la sala de audiencias de la Coya, acusar a su madre de ser la principal consejera de Atahualpa, y a ambas mujeres de deslealtad. Tanto Chuqui Huipa como Rahua Ocllo negaron las acusaciones, y Huáscar no pudo probar nada en su contra. Sin embargo, hizo que los pusieran bajo vigilancia y que los espías los rodearan para informar de cada uno de sus actos.
Chuqui Huipa reaccionó muy mal al ser colocada en tales circunstancias. Según se informa, se ofendió tanto por ser vigilada, que se abstuvo de comer durante el día y solo tomó una comida durante la noche, para asegurarse de que los espías no tuvieran nada que informar, ni siquiera actividades tan inocentes como comer. Sus nuevas condiciones también le causaron depresión y, según los informes, abusó de la coca, tanto para dormir por la noche como durante el día. La mala relación entre la pareja real se notó y atrajo la atención del público y mala publicidad.
Cuando Huáscar hizo ejecutar a varios miembros de la embajada que Atahualpa le había enviado en Quito, el miembro restante de su embajada, Quilaco, pidió ayuda a la coya y a su madre. Cuando estalló la guerra civil entre los dos hermanos, la situación para Chuqui Huipa y Rahua Ocllo se volvió aún más difícil. Cuando Atahualpa escapó de la custodia de su medio hermano, ambas mujeres, según los informes, estaban muy cerca de ser arrestadas y ejecutadas.
En 1532, Huáscar fue derrotado y hecho prisionero por el ejército de Atahualpa, quien lo hizo desfilar en público como prisionero a la capital del Cuzco después de la batalla de Quipaipán. Al entrar en la ciudad, los leales de Atahualpa supuestamente llamaron a Rahua Ocllo una esposa secundaria en lugar de una reina para presentar a Huáscar como un hijo ilegítimo. A pesar de esta situación, Rahua Ocllo se acercó a su hijo cautivo y depuesto, reprochándole en público. Explicó que, aunque era su hijo, se merecía su situación actual por la ejecuciones de los hombres leales a su padre y a los embajadores de Atahualpa, por todas sus fechorías y por haber arrastrado a toda su familia, incluyéndola a ella y a su hija Chuqui Huipa, en su ruina sin causa, y lo abofeteó.